# Bless the Child
Bless the Child is een lied door Nightwish, uitgebracht als de tweede single van hun album Century Child. Het is een van de twee liedjes die zijn gefilmd voor het Century Child album, met de andere genaamd End of All Hope.

## Nummers

### Spinefarm Versie
1. "Bless The Child" (edit)
2. "Bless The Child" (origineel)
3. "Lagoon"

### Drakkar Versie
1. "Bless The Child"
2. "Lagoon"
3. "The Wayfarer"

### Limited Edition MCD
1. "Bless The Child"
2. "The Wayfarer"
3. "Come Cover Me (live)"
4. "Dead Boy's Poem (live)"
5. "Once Upon A Troubadour"
6. "A Return To The Sea"
7. "Sleepwalker (heavy versie)"
8. "Nightquest"